# Beroun
Beroun (checo, alemán: Beraun) es una ciudad de la República Checa situada a 30 kilómetros de Praga en la región de Bohemia Central.

## Geografía
Beroun está localizado en la línea de la unión con Praga y Pilsen. Tiene buena conexión con la ciudad de Praga, por lo que muchos de los habitantes trabajan en Praga.

Por la ciudad fluyen varios ríos, con la particularidad de que dos de ellos, el llamado como la ciudad, Berounka y el río Litavka se unen en la misma. El arroyo de Vrážský también fluye por dentro de la ciudad por lo que la ciudad está sometida a frecuentes inundaciones, siendo la última en el verano de 2002). El río Berounka es apropiado para practicar la natación y encima de la ciudad se encuentran canteras muy bonitas  para ejercerla. Muy famosa para los habitantes es la presa del Hýskov. 

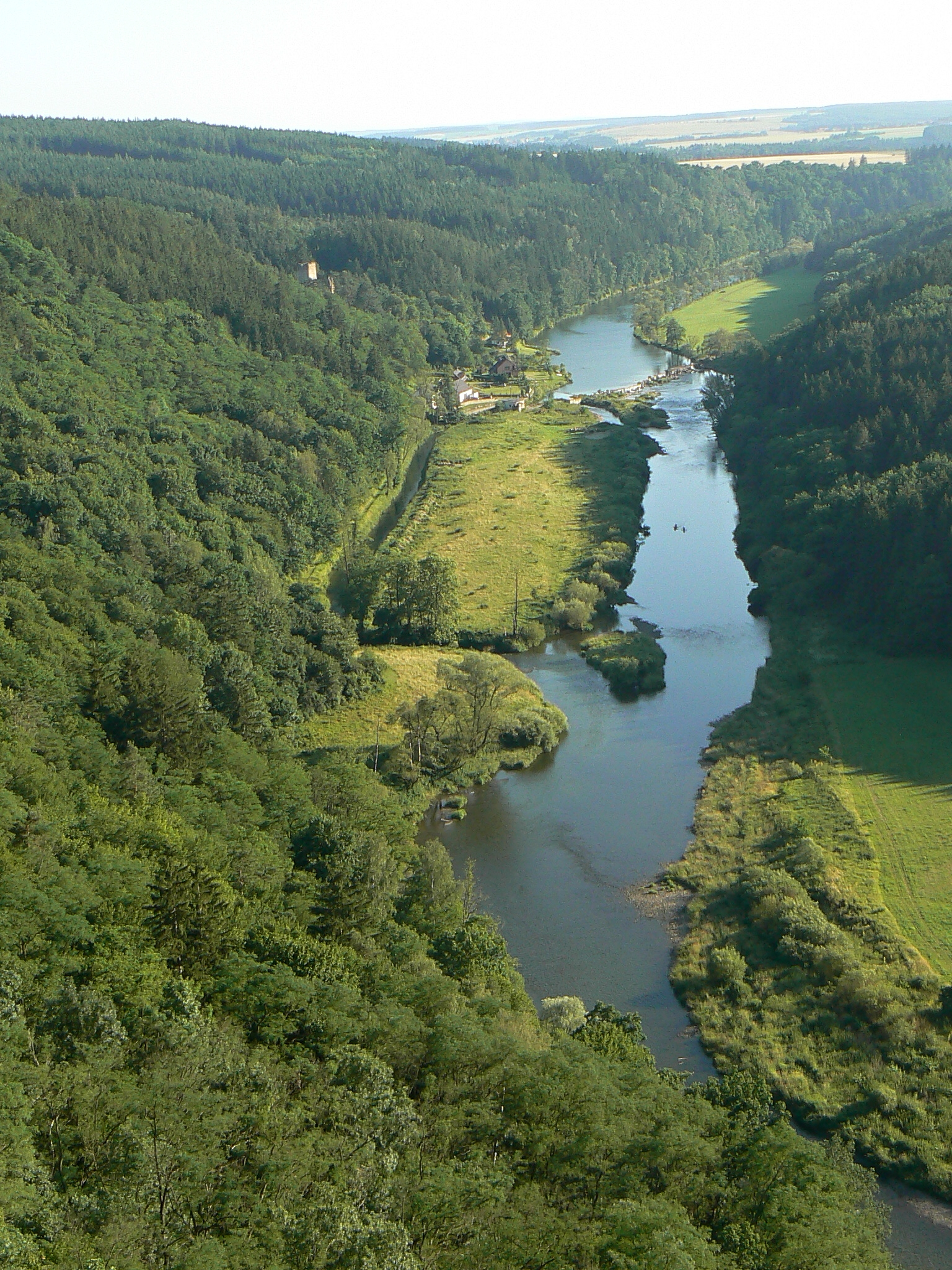
Berounka

Toda la ciudad se encuentra en un paisaje escabroso protegido situado en las fronteras de las dos regiones de los paisajes: Carst Checo y Křivoklástsko. Así que cerca podemos encontrar Koněpruské jeskyně o lomy Velká a Malá Amerika.  

La ciudad está rodeada por bosques y colinas. Por la zona van muchas rutas turísticas con los destinos muy famosos como son: Karlštejn, Nižbor, Tetín o Svatý Jan pod Skalou. 

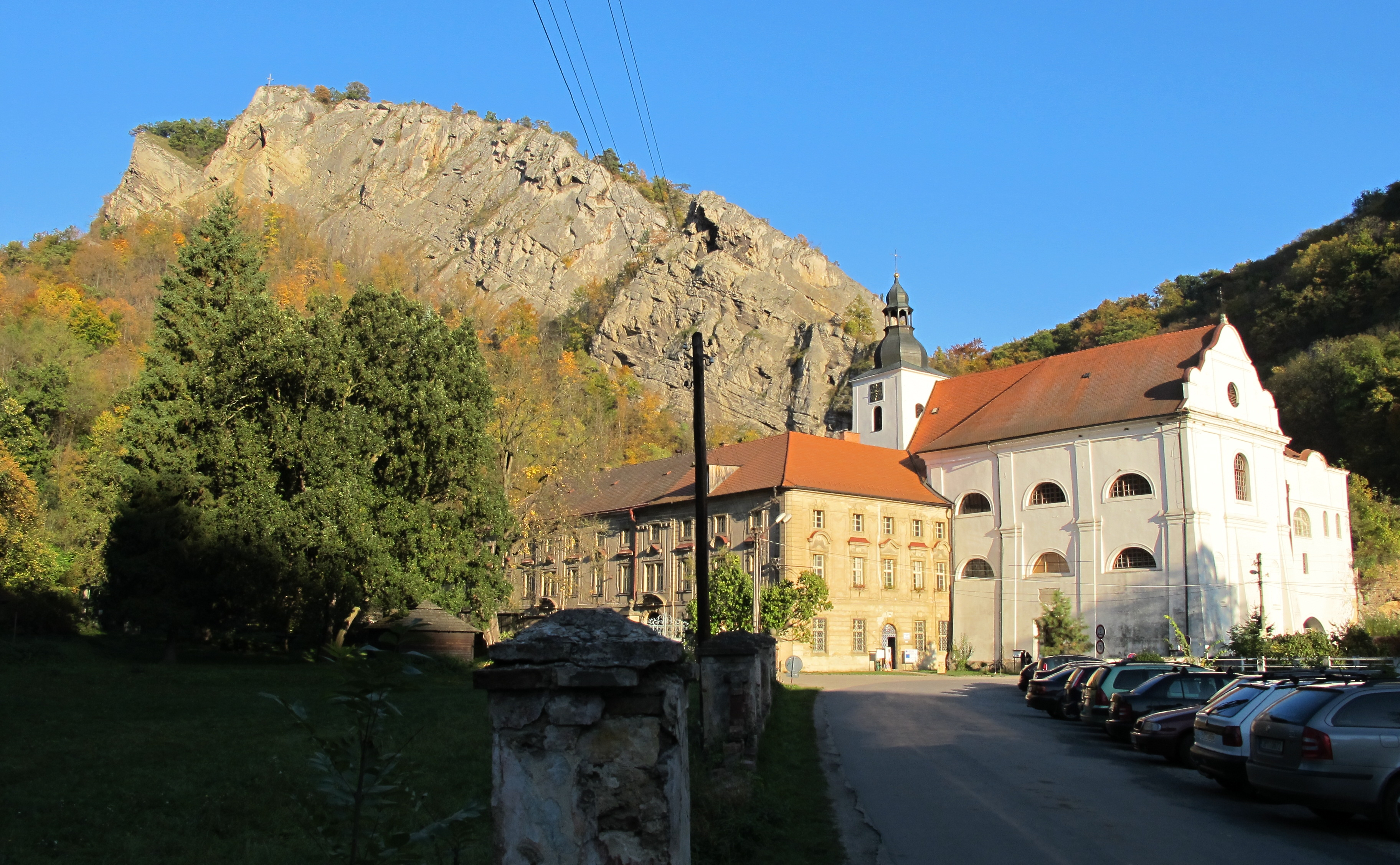
Svatý Jan pod Skalou
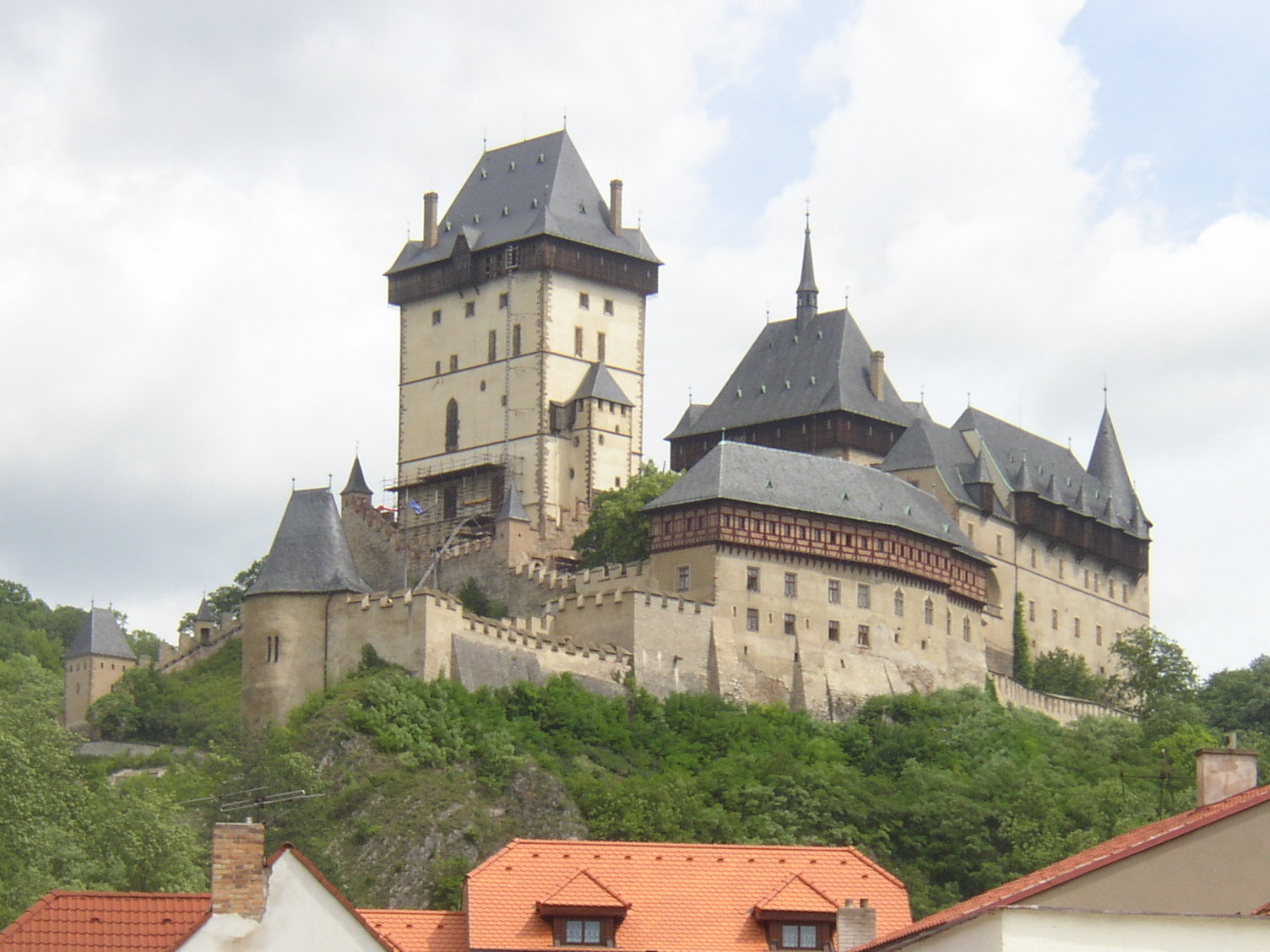
Karlštejn

Muy cerca del centro se localiza una colina muy arbolada denominada " Monte de la ciudad" con un mirador al que se puede acceder previo pago de 20 coronas checas. En esta colina se encuentra un corral con dos osos famosos en la zona; antes había tres pero uno de ellos murió. Son conocidos de las programas de la televisión para los pequeños. El oso está representado en el escudo y la bandera de esta ciudad lo que hace que la ciudad aliente su cría. 
Después se localiza allí un mirador en la colina Děd, pero la colina está muy arbolada por lo que la vista sobre la ciudad está muy limitada.

## Población
En la ciudad viven aproximadamente 19439 habitantes.

## Historia
El nombre de Beroun viene de la ciudad italiana de Verona. 
Documentado desde el año 1088 (Glosario de Otta), se sabe que hacia el año 1179 el lugar se denominaba Vado y estaba formado por labriegos y pescadores, que estaban acompañados en el otro lado del río por el pueblo Podolí. 

## Personajes
- Josef Jungmann (1773–1847), lingüista, estudió en Beroun.
- Leoš Mareš (* 1976), moderador.
- Václav Talich (1883–1961), director de orquesta, fallecido en Beroun.
- Jan Šinágl (* 1952), activista anticomunista y publicista.
- Jan Preisler (1872–1918), pintor.